# Indische Cricket-Nationalmannschaft in Neuseeland in der Saison 1980/81
Die Tour der indischen Cricket-Nationalmannschaft nach Neuseeland in der Saison 1980/81 fand vom 14. Februar bis zum 18. März 1981 statt. Die internationale Cricket-Tour war Bestandteil der Internationalen Cricket-Saison 1980/81 und umfasste drei Tests und zwei ODIs. Neuseeland gewann die Test-Serie 1–0 und die ODI-Serie 2–0.

## Vorgeschichte
Neuseeland spielte zuvor ein Drei-Nationen-Turnier in Australien, Indien eine Tour in Australien.
Das letzte Aufeinandertreffen der beiden Mannschaften bei einer Tour fand in der Saison 1976/77 in Indien statt.

## Stadien
Die folgenden Stadien wurden für die Tour als Austragungsort vorgesehen.
| Stadion        | Stadt        | Kapazität | Spiele          |
| -------------- | ------------ | --------- | --------------- |
| Eden Park      | Auckland     | 50.000    | 3. Test; 1. ODI |
| Lancaster Park | Christchurch | 38.628    | 2. Test         |
| Seddon Park    | Hamilton     | 10.000    | 2. ODI          |
| Basin Reserve  | Wellington   | 11.000    | 1. Test         |

## Kaderlisten
Die Kaderlisten wurden vor der Tour bekanntgegeben.
| Test | Test | ODI | ODI |
| Neuseeland | Indien | Neuseeland | Indien |
| --- | --- | --- | --- |
| - John Bracewell - Chris Cairns - Jeremy Coney - Bruce Edgar - Jock Edwards - Richard Hadlee - Geoff Howarth - Richard Reid - Ian Smith - Martin Snedden - Gary Troup - John Wright | - Kirti Azad - Roger Binny - Rajesh Chauhan - Kapil Dev - Dilip Doshi - Sunil Gavaskar - Karsan Ghavri - Syed Kirmani - Sandeep Patil - Yashpal Sharma - Ravi Shastri - Yograj Singh - Tirumalai Srinivasan - Dilip Vengsarkar - Sadanand Viswanath - Shivlal Yadav | - Chris Cairns - Ewen Chatfield - Jeremy Coney - Bruce Edgar - Jock Edwards - Richard Hadlee - Geoff Howarth - Gary Robertson - Ian Smith - Martin Snedden - Gary Troup - John Wright | - Kirti Azad - Roger Binny - Rajesh Chauhan - Kapil Dev - Sunil Gavaskar - Karsan Ghavri - Syed Kirmani - Sandeep Patil - Yashpal Sharma - Yograj Singh - Dilip Vengsarkar - Sadanand Viswanath |

## One-Day Internationals

### Erstes ODI in Auckland
| 14. Februar Scorecard | Auckland | Neuseeland 218-6 (45/45)       | – | Indien 140-9 (45/45) |
|                       |          | Neuseeland gewinnt mit 78 Runs |   |                      |

### Zweites ODI in Hamilton
| 15. Februar Scorecard | Hamilton | Neuseeland 210-8 (50)          | – | Indien 153 (45.2) |
|                       |          | Neuseeland gewinnt mit 57 Runs |   |                   |

## Tests

### Erster Test in Wellington
| 21. – 25. Februar Scorecard | Wellington (BR) | Neuseeland 375 (119) & 100 (49) | – | Indien 223 (72.4) & 190 (75.3) |
|                             |                 | Neuseeland gewinnt mit 62 Runs  |   |                                |

### Zweiter Test in Christchurch
| 6. – 11. März Scorecard | Christchurch (LP) | Indien 255 (127) | – | Neuseeland 286-5 (145) |
|                         |                   | Remis            |   |                        |

### Dritter Test in Auckland
| 13. – 18. März Scorecard | Auckland | Indien 238 (130.3) & 284 (120.5) | – | Neuseeland 366 (186) & 95-5 (62) |
|                          |          | Remis                            |   |                                  |